# مارغريت لينور سيلينكا هاينمان
مارغريت لينور سيلينكا هاينمان (بالألمانية: Margarethe Lenore Selenka)‏ (7 أكتوبر 1860، هامبورغ - 16 ديسمبر 1922، ميونخ) هي عالمة ألمانية مختصة في علم الحيوان والأنثروبولوجيا ونسوية وداعية للسلام. قدمت أبحاثًا عن القردة وقادت بعثات علمية في الهند الشرقية الهولندية.

## النشأة
وُلدت سيلينكا باسم مارغريت هاينمان، وهي ابنة تاجر. في 1886 تزوجت من الكاتب فيرديناند نيوبورجر، ولكن زواجهما انتهى بالطلاق بعد عدة أعوام. في 1893 تزوجت مرة أخرى من إيميل سيلينكا، أستاذ علم الحيوان في جامعة إرلنغن، والذي كان أرمل شقيقتها. تحت تأثير سيلينكا، بدأت دراسة علم الأحياء القديمة والأنثروبولوجيا وعلم الحيوان وأصبحت مساعدته. في 1892، شاركت في بعثة علمية قادها زوجها إلى سريلانكا واليابان والصين والهند الشرقية الهولندية. بعد مرض زوجها الشديد أثناء إقامتهما في الهند الشرقية الهولندية واضطراره إلى العودة إلى ألمانيا، استمرت في العمل، وقضت عدة أشهر في استكشاف غابات بورنيو لدراسة القردة. بالعودة إلى ألمانيا كتب الزوجان تقريرًا عن رحلاتهم بعنوان العوالم المشمسة: تخطيطات السفر في شرق آسيا.

## النسوية
انتقل الزوجان إلى ميونخ في 1895. هناك أصبحت مارغريت أخيرًا أستاذة في جامعة لودفيغ ماكسيميليان. أصبحت صديقة للنسويتين أنيتا أوغسبرغ وليدا غوستافا هيمان واشتركت في الحركة الألمانية النسوية السلامية، التي ارتبطت بالعنف الأسري ضد النساء مع اتجاه البلدان لدخول الحرب. بالاشتراك مع أوغسبرغ، التي كانت أول محامية محترفة في ألمانيا، أطلقت سيلينكا حملة من أجل حق النساء في التصويت والمساواة القانونية بين الجنسين في الإمبراطورية الألمانية. أصبحت عضوًا في رابطة جمعيات النساء التقدميات، وهي منظمة نسوية ألمانية اعتُبرت متطرفة في وقتها. كانت سيلينكا داعية للسلام أيضًا، إذ آمنت بأننا يمكن أن نتجنب الحروب في المستقبل عن طريق الحوار وترسيخ القوانين الدولية. في 1899 كانت المنظمة الرئيسية لاحتجاجات سلامية عالمية.

## العمل الأنثروبولوجي
في هذه الأثناء، استمر العمل العلمي للزوجين سيلينكا. فُتنوا باكتشاف أوجان دوبوا لحفرية إنسان جاوة (الإنسان المنتصب) في ترينيل في عام 1891. ادعى دوبوا بأنه اكتشف «الحلقة التطورية المفقودة» بين القردة والبشر. 
ولكن، لم يوافقه جميع العلماء وازداد الجدل تعقيدًا مع رفض ديبوا إظهار حفرياته للآخرين. قرر إيميل سيلينكا تنظيم بعثة إلى جاوة لإيجاد المزيد من الأدلة. ولكنه توفي في 1902، تاركًا المهمة لزوجته. أكملت مارغريت سيلينكا العمل وخرجت البعثة في 1907-1908.
لم تنجح البعثة في اكتشاف المزيد من حفريات إنسان جاوة في ترينيل، ولكنها قدمت مساهمة متعمقة في علم وصف طبقات الأرض بالمنطقة واكتُشفت العديد من الحفريات لثدييات العصر الحديث الأقرب.
أشرفت سيلينكا والجيولوجي ماكس بلانكينهورن على التقرير الذي أُثني عليه عالميًا بسبب دقته. جاءت العديد من ردود الفعل الإيجابية من معارضي أفكار ديبوا، مثل عالم التشريح البريطاني آرثر كيث، الذي اعتبر التقرير دليلًا ضد ديبوا. في نهاية القرن العشرين، استشهد الخلقيون بالتقرير لأنه يذكر بأنهم قد وجدوا ضرس إنسان أثناء التنقيب في ترينيل. يرى الخلقيون ذلك دليلًا على أن الإنسان الحديث قد عاش في نفس الوقت مع إنسان جاوة، ما يستبعد احتمالية أن إنسان جاوا قد يكون سلف مباشر للبشر. بُني ذلك على سوء فهم إذ إن علماء الأنثروبولوجيا يرون الإنسان المنتصب حاليًا على أنه هو الإنسان نفسه.[بحاجة لمصدر]

## وصلات خارجية
- Letter from Margaret Selenka to May Wright Sewall (3 April 1903)
- Letter from Margaret Selenka to May Wright Sewall (28 October 1910)